# Joma
Joma è un'azienda di abbigliamento sportivo spagnola.
È la prima azienda sportiva spagnola a livello nazionale.

## Storia
Joma è stata fondata a Toledo nel 1965 dall'imprenditore Fructoso López per produrre scarpe. Il nome del marchio deriva dal nome del figlio primogenito di Fructuoso, José Manuel. Nel 1968 l'azienda inizia a specializzarsi nella produzione e distribuzione di calzature sportive distribuisce oggi i suoi prodotti in 70 paesi e ha 8 filiali in Germania, Messico, Brasile, Italia, Stati Uniti d'America, Panama e Hong Kong; la succursale italiana, aperta nel 1999, si trova a Cambiano, in provincia di Torino.

## Prodotti

Modello di scarpa di calcio

L'azienda produce materiale tecnico per pallamano, calcio, calcio a 5, tennis, pallavolo, pallacanestro, atletica leggera e padel.
Gli abbigliamenti della Joma sono prodotti in Asia orientale, più precisamente a Kuala Lumpur, in Malesia.